# Pedro de Puelles
Pedro de Puelles fue un conquistador y aventurero español que junto a Sebastián de Benalcázar tuvo importante actuación en épocas de la conquista del Reino de Quito.

## Biografía
Conquistador Español, que luego de probar suerte en Centroamérica, a principios de 1534 desembarcó en las playas de la Bahía de Caráquez integrando la expedición que Pedro de Alvarado preparó para ir en busca de las riquezas del Reino de Quito, y luego de varios meses llegó a las orillas de la laguna de Colta, donde ya Sebastián de Benalcázar había iniciado la conquista fundando la ciudad de Santiago de Quito.
Se quedó entonces junto a Benalcázar con quien luchó hasta vencer la resistencia de los pueblos quiteños, y tras una incansable persecución pudo capturar a los caciques Zopozopangui, Quingalumba, Razo-Razo y Nina, a quienes antes de ejecutar atormentó largamente intentando arrancar los secretos relacionados con los tesoros y riquezas de Quito.
El 6 de diciembre de 1534 estuvo presente en el asentamiento definitivo de la ciudad de San Francisco de Quito, y asumió el cargo de Regidor de acuerdo con un nombramiento dado por Diego de Almagro. Poco tiempo después fundó Perucho y Puéllaro, y más tarde recibió el encargo de fundar Puerto Viejo, pero al llegar al sitio donde se debía llevar a cabo dicha fundación, se encontró con que esta ya había sido realizada por el capitán Francisco Pacheco. 
En 1538 se une a la segunda expedición en busca de El Dorado, junto con Juan de Arevalo, Juan Díaz de Hidalgo, Sebastián de Belalcazar y 200 soldados, hasta llegar al reino de Cundinamarca, para ser testigo de la fundación de la ciudad de Santafé de Bogotá en 1539. Luego de lo cual, regresan a España, vía el río de la Magdalena, junto con Gonzalo Jiménez de Quesada y Nikolaus Federmann.
En septiembre de 1540 fue designado teniente de gobernador del de Quito y capitán general, y cuatro años más tarde colaboró con Gonzalo Pizarro en su levantamiento contra la autoridad del rey de España, ocupando el cargo de gobernador interino de Quito en 1544.
Finalmente, el 18 de enero de 1546 luchó contra los ejércitos del virrey Blasco Núñez de Vela en la Batalla de Iñaquito, luego de lo cual fue nombrado con título de gobernador de Quito. Fue un hombre valiente pero inescrupuloso, y no dudó en llegar al crimen o a la tortura para lograr sus objetivos. Fue tal vez por eso que el 29 de mayo de 1547 murió asesinado por una turba de facinerosos capitaneados por Rodrigo de Salazar, apodado «El Corcovado», quien al parecer cumplía órdenes del Pacificador Pedro de la Gasca. Consumado el crimen, Salazar cortó la cabeza de su víctima para exponerla en una jaula de hierro, en la Plaza Mayor.